# Densité de colonne
La densité de colonne est le nombre de particules contenues dans une section orthogonale d'une ligne de visée, cette section mesurant une unité d'aire. Elle permet d'évaluer le nombre de particules rencontrées par un rayonnement le long de cette ligne de visée. Elle s'emploie en transfert radiatif et dans la description de l'extinction interstellaire.
Intégrale de la densité volumique, la densité de colonne a la dimension inverse d'une aire : son unité du Système international est le m-2, mais les astronomes emploient généralement le cm-2 du système CGS.

## Formulation
La densité de colonne s'écrit :
{\displaystyle N=\int _{0}^{L}n(l)\,\mathrm {d} l}
où :
{\displaystyle l} est la coordonnée longiligne sur la ligne de visée ;
{\displaystyle n(l)} est la densité numérique (nombre de particules par unité de volume) à la position désignée.